# Natalia Petrovna
Natalia Petrovna è un'opera lirica di Lee Hoiby con libretto di William Ball, tratta da Un mese in campagna di Ivan Sergeevič Turgenev e portata al debutto dalla New York City Opera nel 1964.

## Trama
Nella campagna russa, l'arrivo del giovane precettore Belaiev sconvolge la famiglia di Natalia Petrovna, che si invaghisce di lui. Natalia è già sposata con Yslaev e viene corteggiata dal vicino Rakitin. Innamorata del giovane, Natalia vede nella pupilla Vera una minaccia e decide di darla in sposa a un vicino molto più maturo. Rendendosi conto del piano di Natalia, Vera riesce a incastrare la padrona di casa facendola trovare in atteggiamenti intimi con Belaiev.

## Interpreti della prima
| Personaggio      | Registro vocale | Prima mondiale dell'8 ottobre 1964 (direttore: Julius Rudel) |
| ---------------- | --------------- | ------------------------------------------------------------ |
| Natalia Petrovna | soprano         | Maria Dornya                                                 |
| Beliaev          | baritono        | John Reardon                                                 |
| Ratikin          | basso           | Richard Cross                                                |
| Arkady           | tenore          | John McCullum                                                |
| Lisavetta        | soprano         | Patricia Brooks                                              |
| Vera             | soprano         | Sandra Darling                                               |
| Anna Semyonova   | mezzosoprano    | Muriel Greenspoon                                            |
| Dottore          | tenore          | Jack Harrold                                                 |
| Bolisov          | tenore          | Richard Kraus                                                |
| Kolia            | ruolo parlato   | Anthony Rudel                                                |

## Storia
Commissionata dalla New York City Opera, Natalia Petrovna fu portata al debutto al New York City Center nel 1964, ricevendo recensioni positive della critica. Il librettista William Ball curava la regia, Howard Bay firmava le scenografie e Patten Campbell curava i costumi. Anthony, il figlio del direttore d'orchestra Julius Rudel, interpretava il figlio dell'eponima protagonista.
Successivamente Hoiby avrebbe rimesso mano alla partitura, apportando diverse modifiche per un nuovo allestimento al New England Conservatory nel 1981; per l'occasione l'opera fu ribattezzata A Month in the Country. Fu con questo titolo che l'opera fu rappresentata alla Manhattan School of Music nel 2004.